# Burgundy School of Business
Burgundy School of Business is een Franse businessschool die over drie campussen beschikt: in Parijs, Lyon en Dijon. De school is in 1899 opgericht als École Supérieure de Commerce de Dijon-Bourgogne. In 1986 werd het een Grande école. In 2016 kreeg de school zijn huidige naam.
In 2013 werd de School of Wine and Spirits Business opgestart, gericht op wijn en andere alcoholhoudende dranken.
In 2012 plaatste de Financial Times de school als 81e in de rangschikking van European Business Schools. De programma’s van de school zijn geaccrediteerd door de drie internationale labels die de kwaliteit van de geboden opleidingen garanderen : CGE, EQUIS, and AACSB. De school heeft bekende alumni in de zakelijke en politieke wereld, zoals Stéphane Baschiera (CEO  Moet & Chandon) en Philippe Zawieja (Frans psychosocioloog).